# برج دوان انرژی
برج دِوان انرجی (به انگلیسی: Devon Energy Tower) نام یک برج مرتفع در اکلاهما سیتی در اکلاهما است.
این برج در سال ۲۰۱۲ ساخته گردید، و ۲۵۹ متر ارتفاع دارد، که بلندترین برج ایالت است.
معمار این برج مدرنیستی گروه Pickard Chilton Architects است.
این ساختمان، متعلق به شرکت دوان انرجی در اکلاهما است.

## نگارخانه: از ساخت تا اتمام

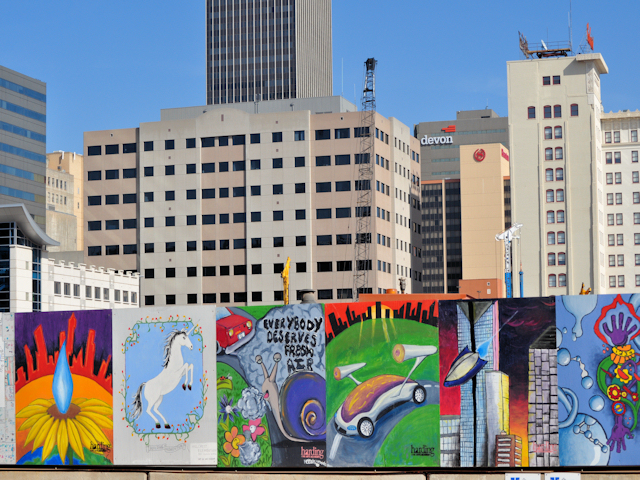
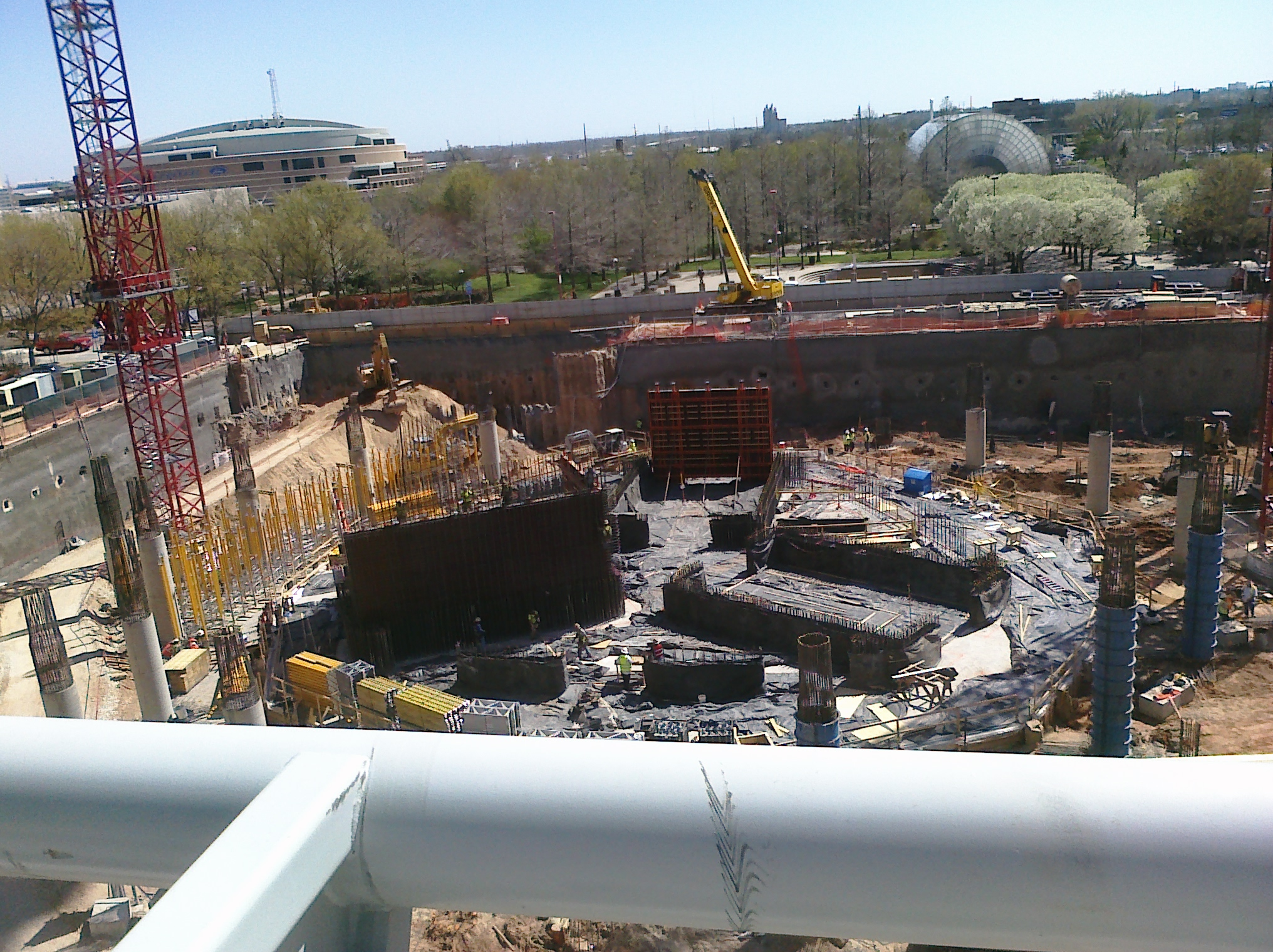
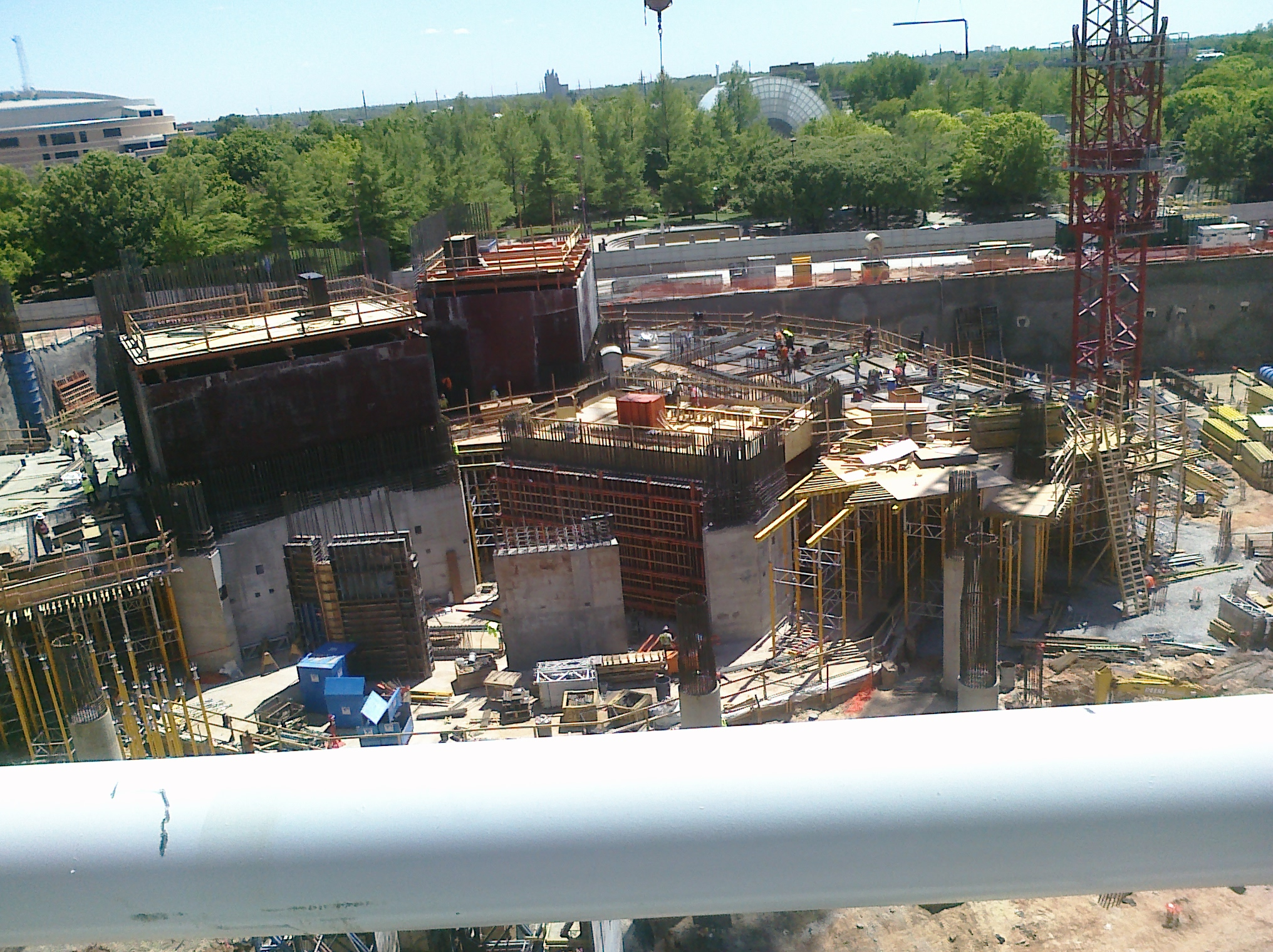
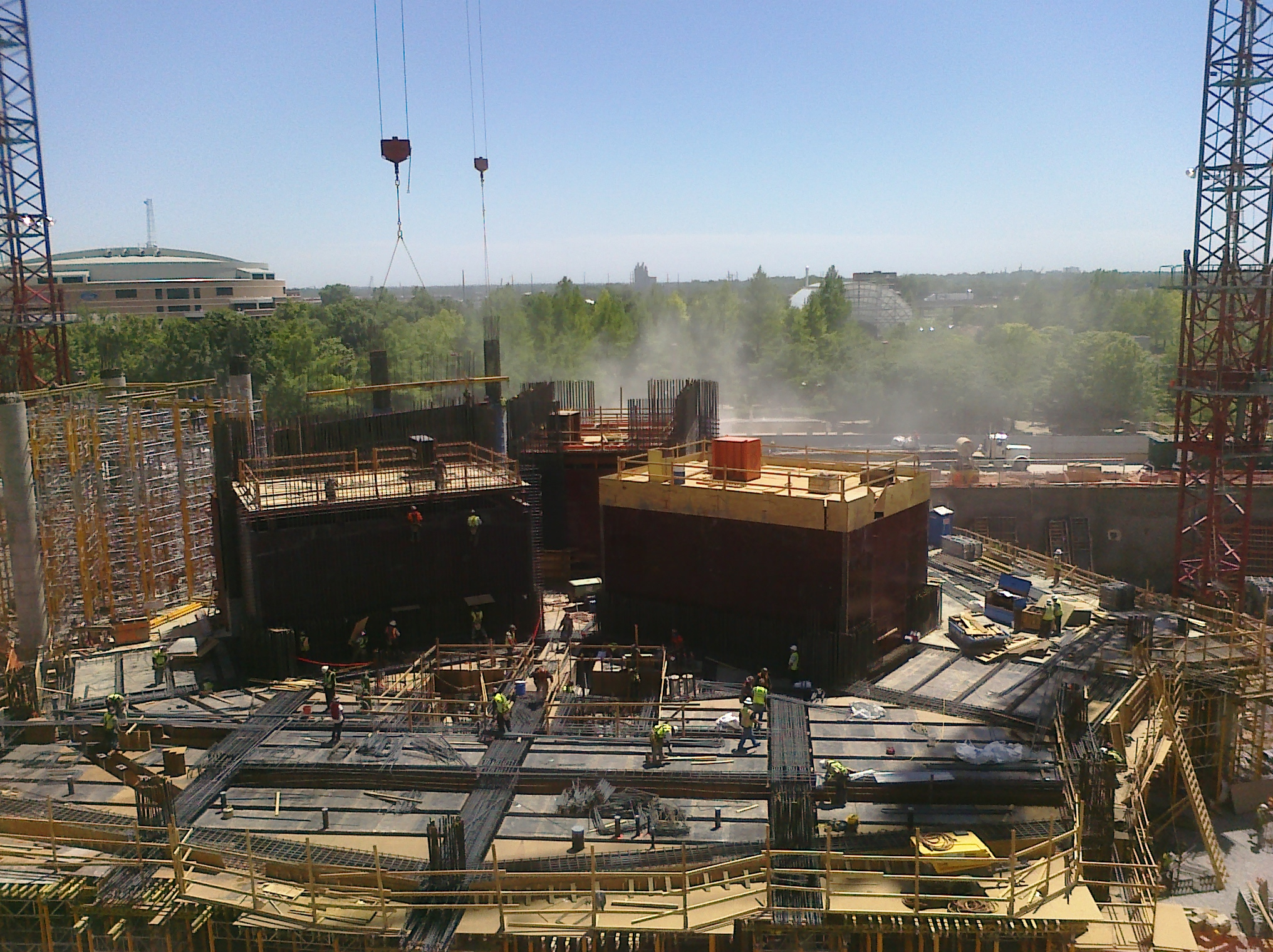
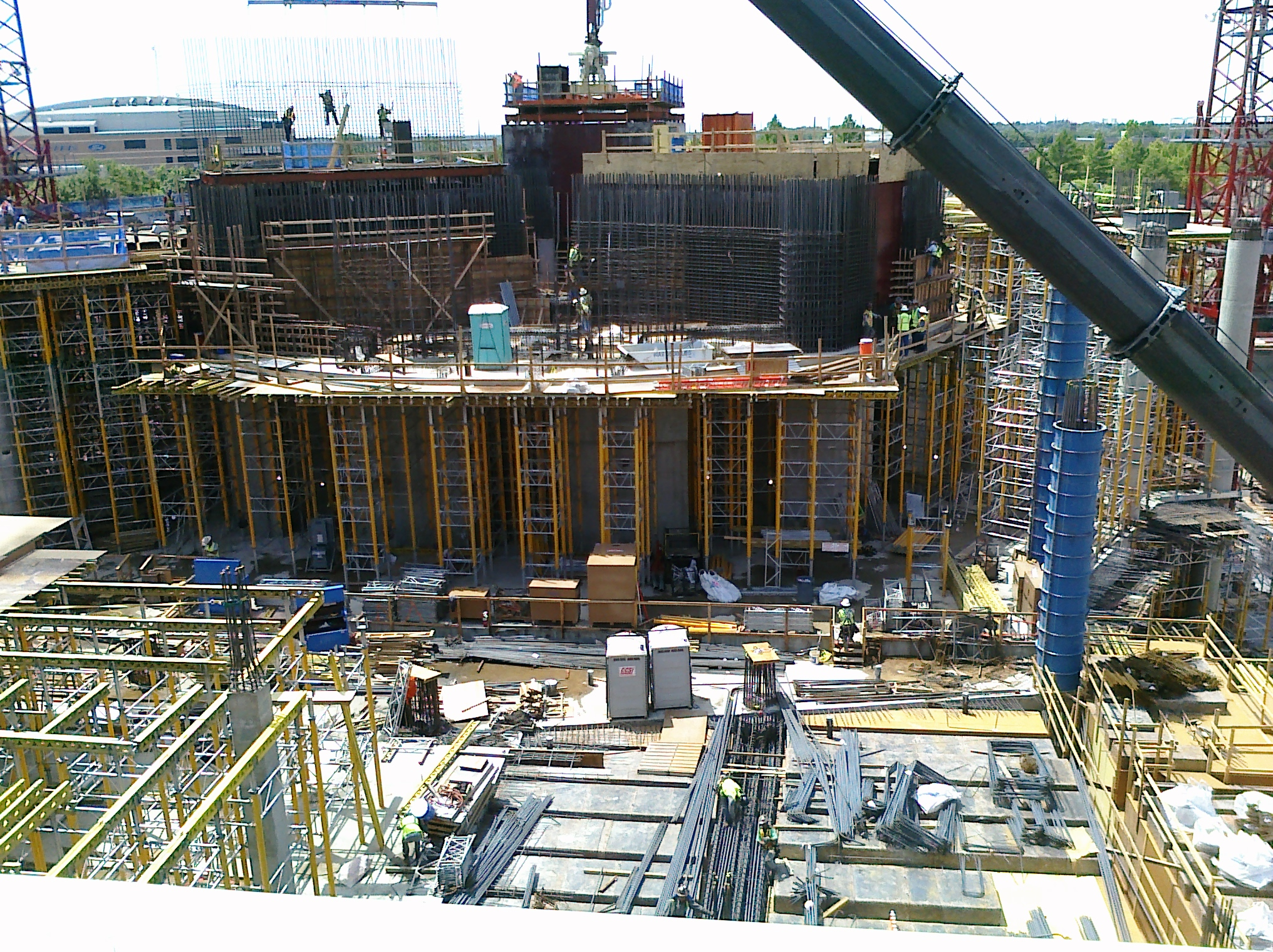
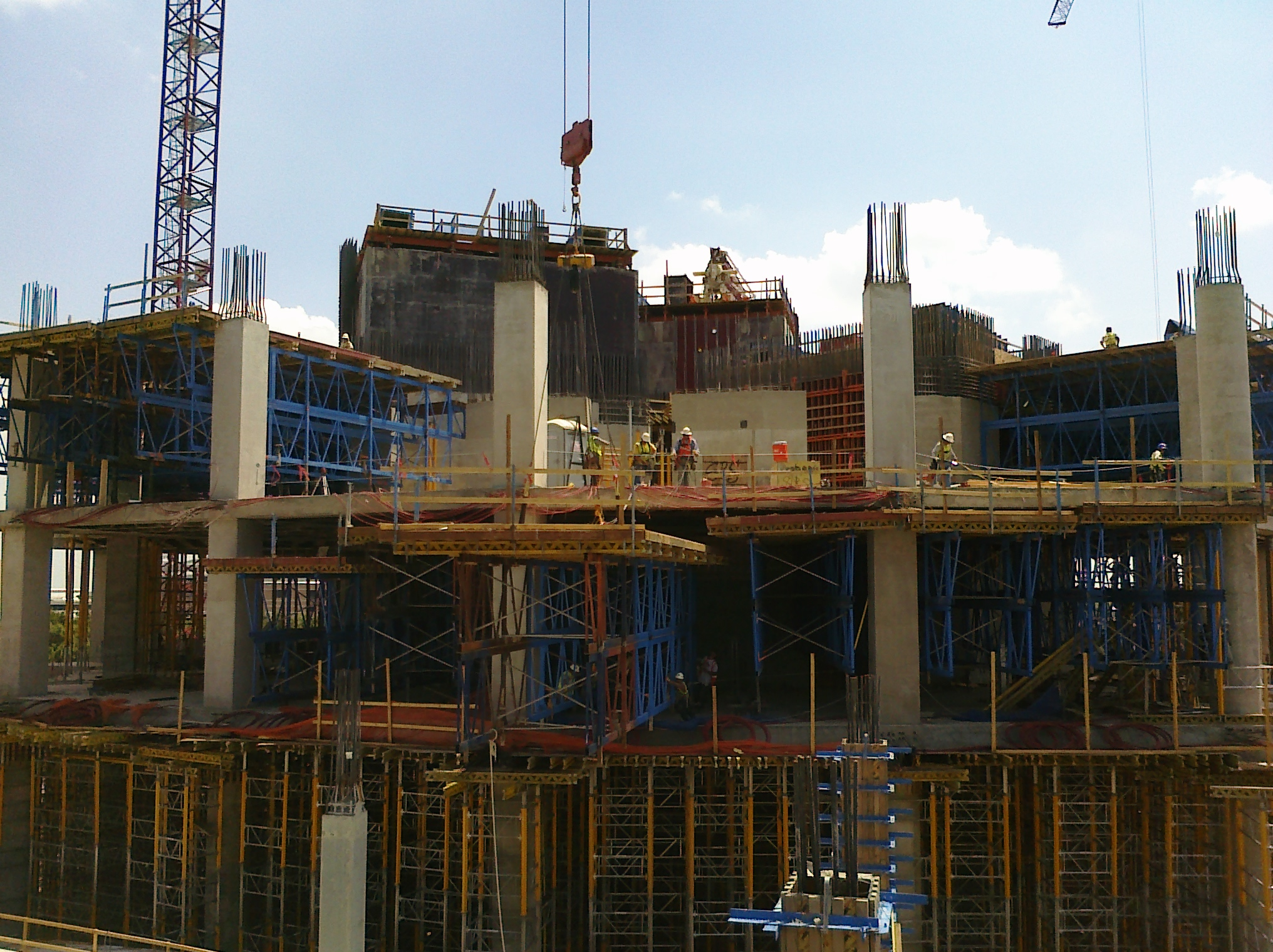
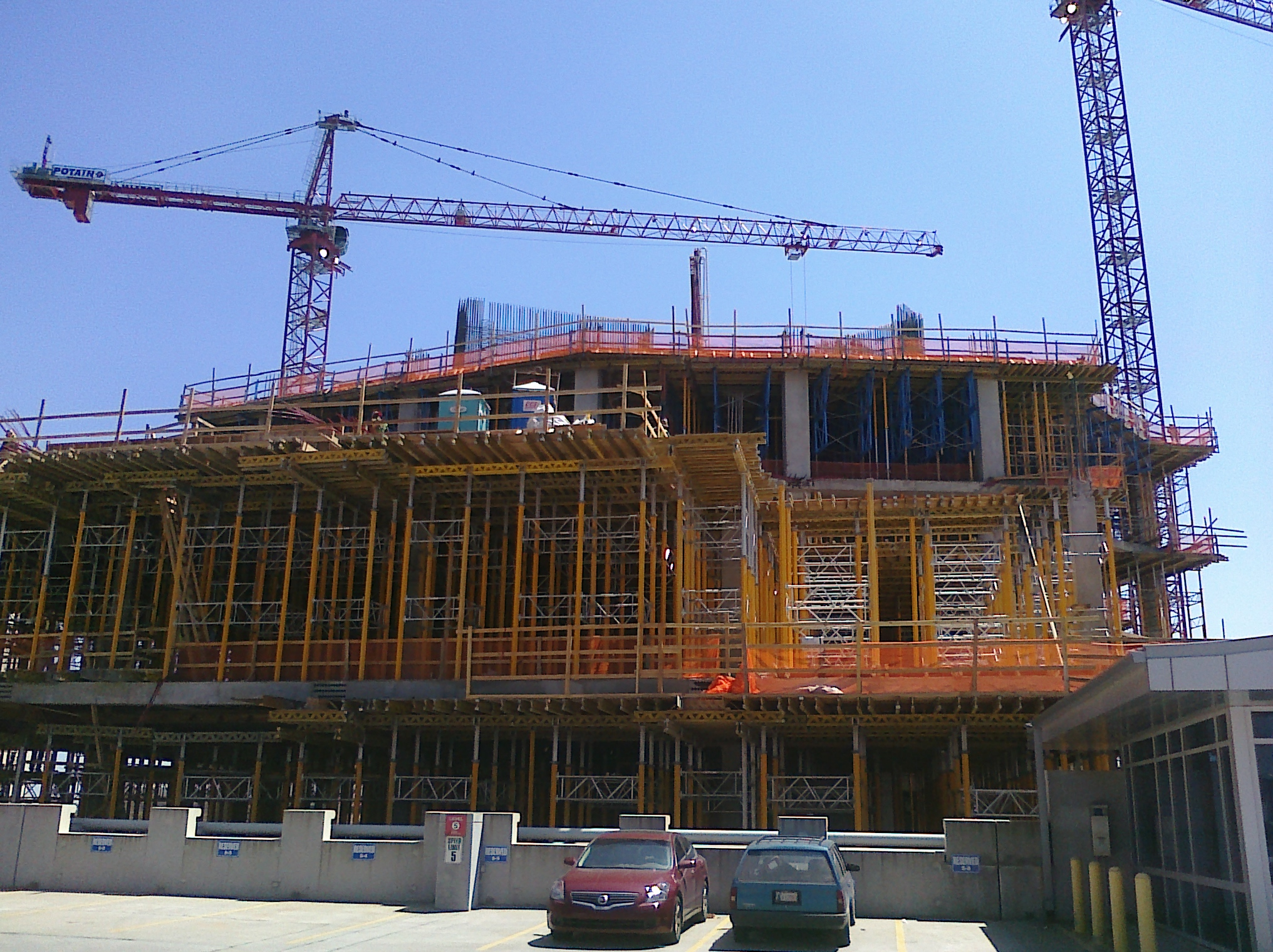
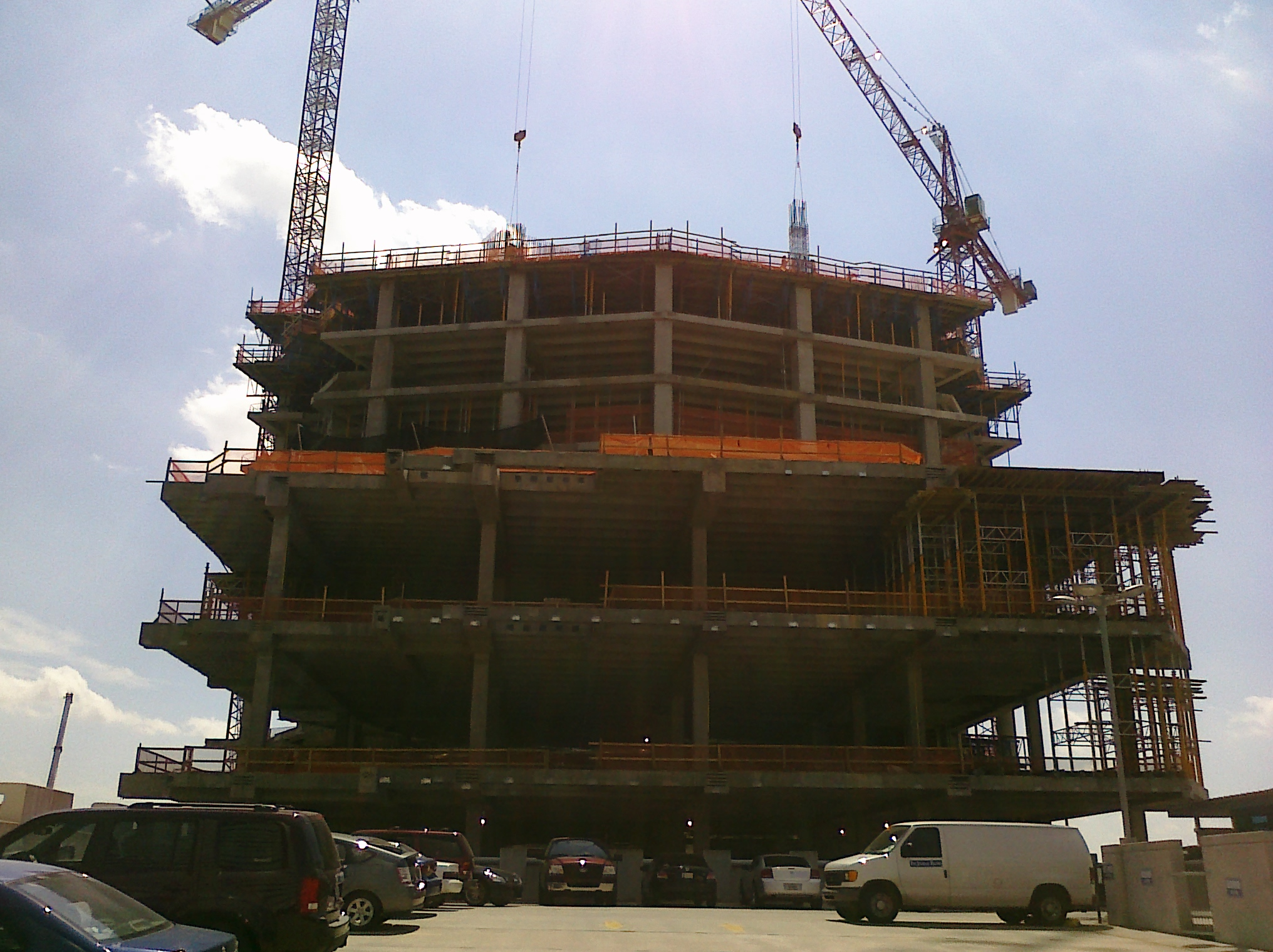
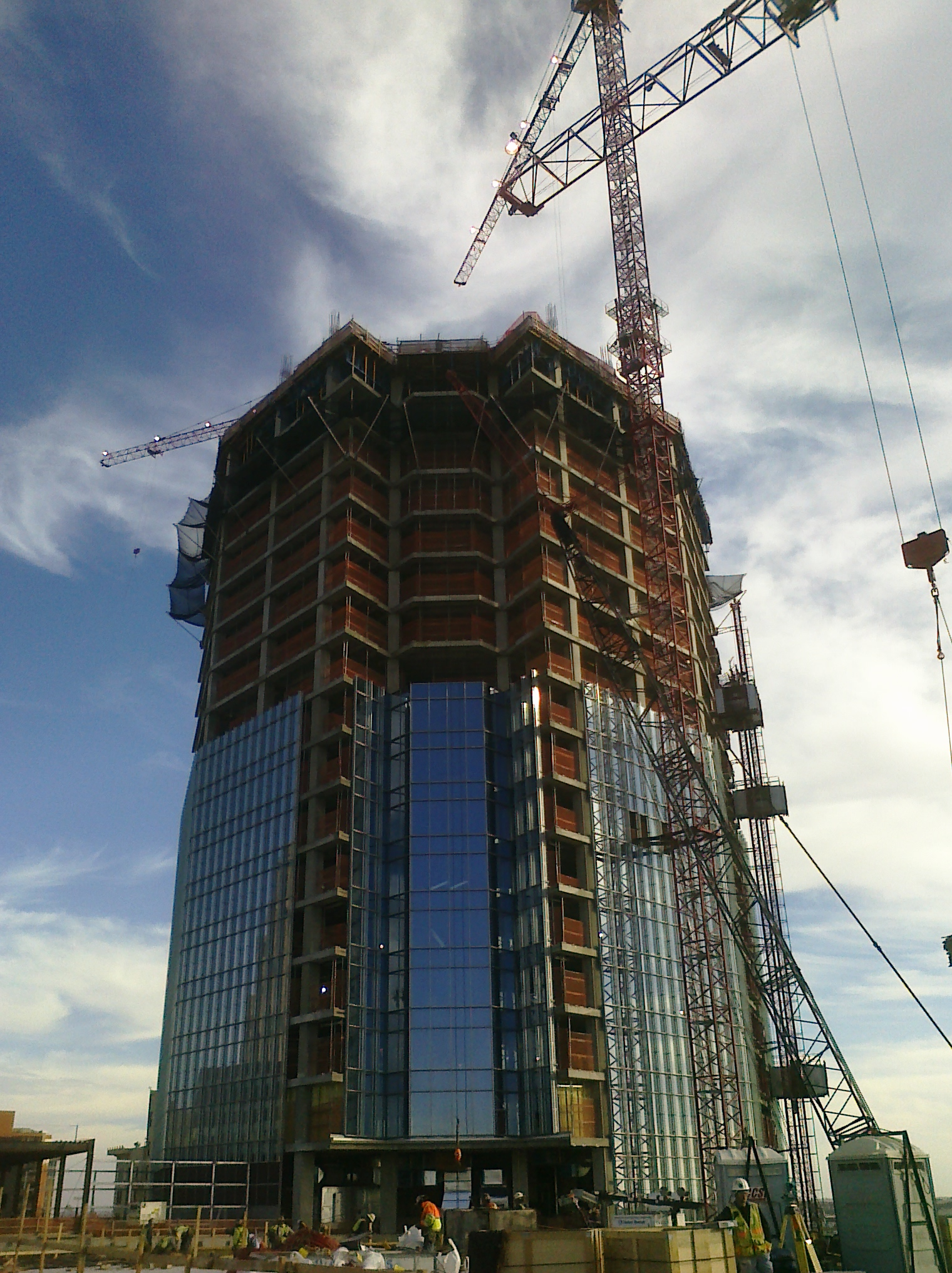
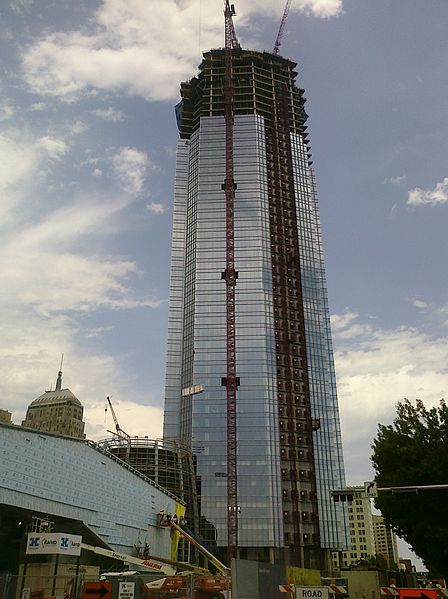
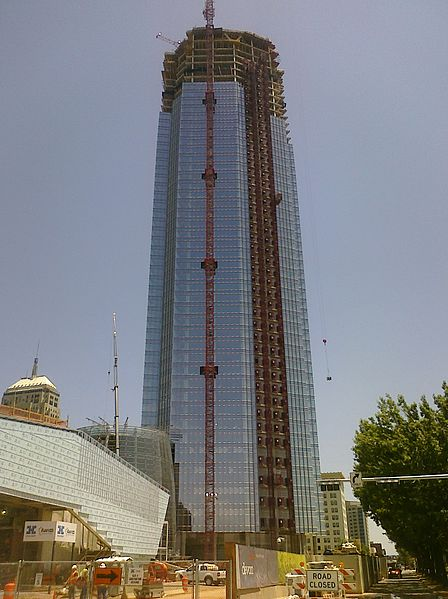
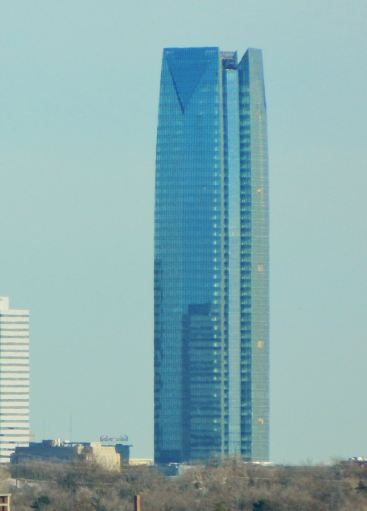